# كوسه جلي
كوسه جلي (بالكردية: Koseceli‏) (بالتركية: Köseceli)‏ هي بلدة في مديرية بيسني في محافظة أديامان في تركيا. بلغ عدد سكانها 1,948 نسمة في عام 2021.
هناك قريتان تابعتان للبلدة إحداهما كردية.